# واندا ووچیتسکا
واندا ووچیتسکا (لهستانی: Wanda Łuczycka؛ زادهٔ ۲ ژوئیه ۱۹۰۷–۳ ژوئیه ۱۹۹۶) بازیگر اهل لهستان بود.
از فیلم‌ها یا مجموعه‌های تلویزیونی که وی در آن‌ها نقش داشته‌است، می‌توان به رانندگان جایگزین، سربازان آزادی و روزها و شب‌ها اشاره نمود.